# Jacobo Ramón
Jacobo Ramón, né le 6 janvier 2005 à Madrid en Espagne, est un footballeur espagnol qui évolue au poste de défenseur central au Como 1907.

## Biographie

### En club
Né à Madrid en Espagne, Jacobo Ramón est formé par le Real Madrid, qu'il rejoint en 2013. Il s'impose dans les différentes équipes de jeunes et devient notamment un pilier de la Juvenil A dirigée par Álvaro Arbeloa qui parvient à faire le triplé, championnat, coupe et coupe des champions lors de la saison 2022-2023. Il est alors perçu comme l'un des joueurs les plus prometteurs du club, capable de rejoindre l'équipe première.
En février 2024, en raison notamment de plusieurs absences sur blessure dans l'effectif professionnel, il est appelé par Carlo Ancelotti pour intégrer l'équipe première.
Considéré comme l'un des plus sûrs espoirs à son poste dans le centre de formation du Real Madrid, Ramón est intégré progressivement à l'équipe première, participant notamment à la tournée aux États-Unis durant l'été 2024, et pressenti pour jouer prochainement sous les ordres d'Ancelotti. Il se blesse toutefois à plusieurs reprises lors de la première partie de saison 2024-2025 alors qu'il aurait pu faire ses débuts en raisons de l'absence de plusieurs défenseurs centraux titulaires comme David Alaba ou Éder Militão.
Il doit toutefois attendre près d'un an après sa première convocation par Ancelotti pour faire ses débuts en équipe première, le 22 janvier 2025, à l'occasion d'une rencontre de Ligue des champions face au Red Bull Salzbourg. Il entre en jeu à la place d'Antonio Rüdiger et son équipe s'impose par cinq buts à un,.

### En sélection
Jacobo Ramón est convoqué avec l'équipe d'Espagne des moins de 19 ans pour participer au Championnat d'Europe des moins de 19 ans en 2024. Après avoir battu l'Italie grâce à un but de Pol Fortuny (0-1 après prolongation), l'Espagne atteint la finale de la compétition. Lors de la finale face à la France qui a lieu le 28 juillet 2024, les Espagnols s'imposent par deux buts à zéro, et remportent ainsi la compétition,.

### Style de jeu
Défenseur central de grande taille (1,90 m (6′ 3″)), Jacobo Ramón est décrit comme un joueur physique, doué dans le domaine aérien, mais également doté d'une bonne lecture du jeu et un bon sens de l'anticipation. La qualité de son pied droit lui permet de relancer proprement et de construire le jeu.

## Statistiques
| Saison                | Club                  | Championnat           | Championnat | Championnat | Championnat | Coupe(s) nationale(s) | Coupe(s) nationale(s) | Coupe(s) nationale(s) | Compétition(s) continentale(s) | Compétition(s) continentale(s) | Compétition(s) continentale(s) | Compétition(s) continentale(s) | Coupe du monde des clubs | Coupe du monde des clubs | Coupe du monde des clubs | Total | Total | Total |
| Saison                | Club                  | Division              | M.          | B.          | P.d.        | M.                    | B.                    | P.d.                  | Comp.                          | M.                             | B.                             | P.d.                           | M.                       | B.                       | P.d.                     | M.    | B.    | P.d.  |
| 2024-2025             | Real Madrid           | Liga                  | 2           | 1           | 0           | 1                     | 0                     | 0                     | C1                             | 1                              | 0                              | 0                              | 1                        | 0                        | 0                        | 5     | 1     | 0     |
| Total sur la carrière | Total sur la carrière | Total sur la carrière | 2           | 1           | 0           | 1                     | 0                     | 0                     | -                              | 1                              | 0                              | 0                              | 1                        | 0                        | 0                        | 5     | 1     | 0     |

## Palmarès
Espagne -19 ans
- Championnat d'Europe
  - Vainqueur en 2024